# Gladiador II
Gladiator II (bra: Gladiador II ou Gladiador 2; prt: Gladiador II) é um filme épico estadunidense de 2024, dirigido por Ridley Scott. Sendo sequência de Gladiador (2000), foi escrito por David Scarpa e estrelado por Paul Mescal, Denzel Washington, Connie Nielsen, Joseph Quinn e Pedro Pascal. Nielsen e Derek Jacobi reprisam seus papéis do primeiro filme. O filme foi produzido pela Scott Free Productions em associação com a Red Wagon Entertainment e Parkes+MacDonald Image Nation para a Paramount Pictures. A história segue Lúcio, o antigo herdeiro do Império Romano, que se torna um gladiador após sua casa ser invadida pelo exército romano, liderado pelo general Marco Acácio, durante o reinado dos coimperadores Caracala e Geta.
Uma sequência de Gladiador foi discutida já em junho de 2001, com David Franzoni e John Logan definidos para retornar como roteiristas. Nos anos seguintes, Scott ofereceu atualizações ocasionais, incluindo o possível envolvimento do ator principal do filme original, Russell Crowe, juntamente com ideias de enredo sobre a vida após a morte romana e diferentes períodos históricos. O desenvolvimento foi interrompido quando a DreamWorks vendeu os direitos da propriedade para a Paramount em 2006. O filme foi finalmente anunciado em 2018, e Mescal foi escalado para o papel principal em janeiro de 2023, com um roteiro de Scarpa. O resto do elenco assinou nos meses seguintes. As filmagens ocorreram entre junho de 2023 e janeiro de 2024, com um hiato de cinco meses devido às disputas trabalhistas de Hollywood em 2023.
O filme foi lançado internacionalmente em 15 de novembro de 2024, e posteriormente na América do Norte em 22 de novembro.

## Sinopse
Dezesseis anos após a morte de Marco Aurélio, Roma é governada pelos corruptos gêmeos Geta e Caracala. Os irmãos vivem uma vida de imoralidades e excentricidades enquanto o povo sofre com desigualdade e escassez. Na Numídia, uma província norte-africana, o refugiado Hanno vive uma vida tranquila e pacata com sua esposa Arishat até a chegada de uma legião do Exército Romano liderada pelo General Marcus Acacius. Acacius conquista a região e seus homens assassinam Arishat. Hanno, o líder local Jugurta e outros sobreviventes do ataque são levados como prisioneiros e feitos de escravos. Na Óstia, os prisioneiros são lançados em uma arena e forçados a lutar contra babuínos enfurecidos e Hanno percebe que eles provavelmente serão vendidos como gladiadores. Enfurecido pela morte de Jugurta e Arishat, Hanno mata um dos babuínos e chama a atenção de Macrinus. Macrinus compra Hanno para ser seu gladiador em Roma e promete uma chance de vingança contra Acacius em troca de sua lealdade e suas vitórias. 
General Acacius regressa a Roma como um herói de guerra e é celebrado publicamente pelo povo e o Senado. Os Imperadores Geta e Caracala declaram um festival de jogos de três dias no Anfiteatro Flaviano para celebrar a vitória romana sobre os africanos. Inquieto com os horrores da guerra e a decadência do povo, Acacius pede um período de descanso para visitar sua esposa, Lucila. Geta e Caracala negam o pedido e insistem em conquistar também a Pérsia e a Cuchana o mais rápido possível. O Senador Trácio oferece um banquete para os imperadores e organiza uma luta de gladiadores para celebrar a vitória romana. Hanno vence a disputa contra um lutador de Trácio e impressiona todos os convidados. Ao ser confrontado por Caracala, Hanno recita um verso de Eneida e Macrinus e Lucila passam a suspeitar de que ele recebeu educação romana em seu passado. Após a luta, Acacius e Lucila se reúnem com os senadores Trácio e Graco nas catacumbas e pedem sua lealdade ao plano de derrubar o governo imperial e restaurar a República Romana. 
Buscando inspiração no lendário gladiador Maximus, Hanno mostra suas habilidades e consegue vencer várias lutas em sequência. Lucila passa a investigar as origens de Hanno e descobre se tratar de Lucius Verus, seu filho que foi levado para fora de Roma para ser educado longe das intrigas políticas. Lucila visita Lucius e tenta se aproximar dele, mas ele rejeita a verdade e ordena que ela se afaste definitivamente. Lucius culpa Lucila por ter sido forçado a deixar Roma e pela morte de sua esposa, Arishat. Lucila aceita se afastar, mas revela a Lucius que ele é filho de Maximus e neto de Marco Aurélio e o aconselha a seguir o mesmo caminho de bravura e honra. No terceiro dia de festividades, a multidão lota o Coliseu para a encenação de uma naumaquia simulando a Batalha de Salamina. Os gladiadores liderados por Lucius vencem os soldados imperiais e, em meio à celebração geral, Acacius é quase atingindo por Lucius. 
Ravi, o médico dos gladiadores, leva Lucius até um santuário dedicado a Maximus, contendo sua espada e armadura. Lucila e Acacius planejam libertar Lucius de sua vida como gladiador e unir forças com ele para derrubar o governo imperial. Trácio trai o pacto de lealdade e revela a conspiração a Macrinus. Geta e Caracala são informados da conspiração e ordenam a prisão de Lucila e Acacius por alta traição. Caracala exige que eles sejam crucificados, mas Macrinus adverte que esta punição é reservada para ladrões e que Acacius deve morrer como um herói do povo. Caracala concorda em celebrar uma luta final entre Lucius e Acacius. Acacius perde a luta e declara seu amor por Lucila e sua admiração por Maximus. Diante da relutância de Lucius, Caracala ordena que seus guardas pretorianos executem Acacius.
O povo se revolta com a execução humilhante de Acacius e exige a morte dos Imperadores. Com Roma à beira de um colapso total, Caracala tem um surto psicótico e se esconde em seus aposentos com seu macaco de estimação, Dondas. Caracala é manipulado por Macrinus e passa a ver Geta como o único culpado pelas rebeliões. Caracala delirante assassina Geta com ajuda de Macrinus acreditando que isso pode acalmar o povo. Lucila e Lucius se perdoam e ela lhe entrega o sinete imperial de seu pai, que também pertenceu a Maximus e Acacius. Perturbado pelos acontecimentos, Caracala nomeia Dondas e Macrinus como como cônsules diante dos senadores. Macrinus exibe a cabeça decapitada de Geta e convence o Senado de que ele pode restaurar a ordem pública. Os senadores aceitam Macrinus como comandante da guarda imperial e do Exército e Caracala se isola da vida política atormentado. Macrinus revela a Lucila seu passado como um escravo e gladiador de Marco Aurélio e admite sua sede de vingança contra Roma e todos os líderes romanos. Macrinus ordena a execução pública de Lucila no Coliseu para escalar a revolta do povo contra o governo imperial e finalmente depor Caracala.
Lucius envia Ravi com o sinete imperial até as legiões que eram comandadas por Acacius nas cercanias de Roma. Lucila e outros conspiradores são levados para o Coliseu para execução pública diante do povo romano. Lucius e outros gladiadores iniciam uma revolta contra as autoridades romanas. Macrinus assassina Caracala e dispara fatalmente uma flecha contra o peito de Lucila, que morre nos braços de Lucius. Macrinus foge da cidade e é perseguido por Lucius. As legiões leais a Acacius e a guarda de Macrinus se encontram na antiga villa de Maximus. Lucius consegue alcançar Macrinus já na entrada da villa e promete encerrar o conflito e fazer justiça. Macrinus decide lutar sozinho contra Lucius para evitar uma grande guerra civil entre as duas tropas. Macrinus e Lucius duelam diante das duas tropas enquanto Ravi assiste relutante. Macrinus trapaceia e consegue afogar Lucius no córrego da villa. Macrinus tenta assassinar Lucius cravando uma espada em seu peito, mas este consegue se proteger com sua armadura. Lucius emerge vencedor e revela ser o verdadeiro herdeiro imperial.

## Elenco
- Paul Mescal como Lucius Verus / Hanno
Um romano que vive como refugiado na Numídia e desconhece ser filho de Maximus Decimus Meridius e neto do admirado Marco Aurélio, que foi Imperador romano décadas antes. Após a morte de Maximus, Lucila envia Lucius para longe de Roma para protegê-lo das conspirações políticas. No decorrer dos anos, ele assume o nome de "Hanno" e acaba sendo preso como escravizado quando tropas romanas invadem a região.[9] Mescal revelou ser uma admirador do legado de Ridley Scott desde criança e que Gladiator é um de seus "filmes preferidos" desde a infância.[10] Por outro lado, Scott afirmou que enxerga "um pouco de Richard Harris" nas performances de Mescal e que isso o levou a contratar o ator para o papel.[11]

- Connie Nielsen como Lucila
Respeitada pela elite política e amada pelo povo romano, Lucila é mãe de Lucius e filha do antigo Imperador Marco Aurélio. Após a morte de seu pai e o curto e trágico reinado de seu irmão, Cómodo, Lucila envia seu filho Lucius para longe de Roma na tentativa de protegê-lo de conspirações políticas. Com o passar dos anos, Lucila se torna esposa de Acacius e passa a frequentar a corte imperial ao lado de seu novo esposo. Nielsen destacou que Lucila é uma das únicas personagens reprisadas do primeiro filme e que teve a sensação de "voltar para casa" no início das gravações.[12][13] Além disso, a atriz mencionou em entrevista para a promoção do filme que sua personagem recebeu "maior destaque e profundidade" em comparação ao enredo do filme anterior.[14]

- Pedro Pascal como General Marcus Acacius
Um respeitado general do Exército Romano e herói de guerra que foi treinado por Maximus e agora vive como marido de Lucila. Apesar de ser admirado pelo povo e respeitado pelo Senado, Acacius vive a maior parte do tempo distante de Roma em campanhas militares. Após liderar a campanha que culmina na conquista da Numídia, Acacius se decepciona cada vez mais com os rumos políticos do Império e passa a encabeçar uma rebelião contra o governo imperial. Pascal já havia conquistado aclamação crítica por suas performances nas séries televisivas Narcos (2015) e The Mandalorian (2019) e já havia colaborado com Denzel Washington no drama de espionagem The Equalizer 2 (2018).[15] Segundo o ator, Acacius é um "general muito bom, o que pode significar um excelente matador" e serve como "símbolo" de tudo o que Lucius rejeita.[16]

- Denzel Washington como Macrinus
Um antigo escravo romano que consegue ascender ao poder como comerciante de gladiadores e frequentar a elite política de Roma. Apesar de sua vida pública respeitada, Macrinus nutre um forte ressentimento por Roma e pela memória de Marco Aurélio, que foi seu proprietário durante sua juventude. Os criadores do filme se inspiraram levemente na figura histórica Marco Opélio Macrino, alternado sua origem étnica e partes de sua biografia para melhor adaptação e dramatização do enredo.[17][18] Ao longo da trama, Macrinus se revela como um homem ambicioso cujo real desejo é destruir a estrutura política do Império e assumir o controle do Senado. Scott descreve Macrinus como exemplo de "um ser extremamente cruel" enquanto Washington afirma que ele "quer ser o Imperador e fará tudo o que for possível para chegar a isso".[16][19] Scott também confirmou em entrevistas durante a fase de divulgação do filme que Macrinus é bissexual e que suas cenas de intimidade com outro homem foram deletadas.[20]

- Derek Jacobi como Senador Gracchus
Um respeitado membro do Senado romano que se opõe à crescente corrupção e luxúria dos imperadores romanos. Gracchus é um dos poucos senadores sobreviventes do reinado de Marco Aurélio, por quem mantém um forte respeito e admiração, o que irrita profundamente os senadores corruptos. Ao longo da trama, Gracchus serve de apoio moral e conselheiro para Lucila e Acacius, e apoia a conspiração contra o governo imperial na tentativa de trazer paz e justiça para Roma. Jacobi reprisa seu papel do primeiro filme e foi elogiado pela crítica especializada por sua performance fria, calculada e equilibrada em comparação com os papéis mais intensos do restante do elenco.[21]

- Joseph Quinn como Imperador Geta
O Co-Imperador romano, Geta governa ao lado de seu irmão, Caracala. Ambos são ressentidos pelo povo por seu estilo de vida imoral e opulento e distante das questões principais de Roma. Ao longo da trama, Geta se torna cada vez mais ambicioso e impiedoso com o povo e os gladiadores ao se deixar conduzir pelas intrigas políticas do Senado. Segundo Scott, os irmãos são "desprovidos de bondade desde seu nascimento" e "quase uma cópia de Rômulo e Remo".[16][22] O diretor também afirmou que retirou inspiração da série animada Beavis and Butt-Head para composição da personalidade das personagens.[23] Quinn afirmou que buscou desviar ao máximo da performance aclamado de Joaquin Phoenix como Cómodo no primeiro filme, buscando inspiração em antagonistas excêntricos vividos por Philip Seymour Hoffman e Gary Oldman.[24][25]

- Fred Hechinger como Imperador Caracala
O Imperador romano que divide seu reinado com seu irmão, Geta.[16] Em oposição a Geta, Caracala tem um comportamento mais instável e intenso com frequentes surtos psicóticos e alucinações causados por uma condição de saúde crônica.[26] Ao longo da trama, Caracala é manipulado por figuras políticas contra seu irmão e acaba assumindo sozinho o controle do Império Romano e, apesar de não nutrir nenhum ressentimento específico pelos protagonistas, acaba sendo alçado ao posto de antagonista principal.[16] Hechinger afirma que buscou inspiração em Sid Vicious para compor o comportamento errático de seu personagem.[27]

- Lior Raz como Viggo
o treinador de gladiadores de Macrinus.
- Peter Mensah como Jugurta
um chefe númida negro que foi mentor de Lúcio depois que este foi exilado de Roma.
- Matt Lucas como mestre de cerimônias e locutor de discursos públicos do Coliseu.

A atriz egípcia-palestina May Calamawy, que foi originalmente definido para interpretar um "personagem importante", aparece no filme em um papel secundário não creditado e sem falas como o companheira de Macrinus. Algumas publicações jornalisticas vincularam sua omissão à guerra em Gaza e seu apoio à Palestina no conflito israelense-palestino.

## Produção

### Desenvolvimento
Em junho de 2001, desenvolvimento para uma sequência do filme Gladiator (2000) começaram com a conceptualização prequela ou sequência, com David Franzoni em negociações iniciais para atuar novamente como roteirista. A lógica de Ridley Scott para fazer uma sequência era que, embora Maximus Decimus Meridius tenha morrido no final do filme original, o que aconteceu com Lúcio Vero foi deixado ambíguo, considerando as questões sobre seu paradeiro perfeitas para um segundo filme. No ano seguinte, foi anunciada uma sequência para seguir em frente com John Logan como roteirista. O enredo, ambientado 15 anos depois, incluía os Guardas Pretorianos governando Roma, e um Lúcio mais velho — o filho de Lucila em Gladiador — buscando a verdade sobre seu pai biológico. Franzoni assinou como produtor, ao lado de Douglas Wick e Walter Parkes. Em dezembro de 2002, o enredo do filme foi anunciado para incluir eventos anteriores sobre a ascendência de Lucius, bem como eventos subsequentes retratando a ressurreição de Maximus, o personagem principal do filme original. Os produtores e Russell Crowe, que interpretou Maximus, pesquisaram de forma colaborativa e extensiva as antigas crenças romanas sobre a vida após a morte. Embora Crowe e Scott tenham discutido como trazer o primeiro de volta ressuscitando seu personagem, Scott concluiu que Crowe teria que retornar como dublê de Maximus ou interpretar outro personagem. Em setembro de 2003, Scott anunciou que o roteiro estava concluído, ao mesmo tempo em que confirmou que a história seria centrada principalmente em Lúcio.

### Filmagens
A produção estava prevista para começar em maio de 2023, com a região de Ouarzazate, no Marrocos, sendo usado como locação. A construção do cenário começou na cidade em abril. As filmagens começaram em junho de 2023, com locais de filmagem adicionais realizados em Malta, que representou a Roma Antiga, e o Reino Unido nos quatro meses seguintes, com algumas sequências iniciais sendo filmadas no Marrocos antes de voar para Malta para filmar o resto do filme. Mescal ficou um pouco nervoso ao filmar no Coliseu reunido e ao filmar cenas com Washington. Scott levou Mescal propositalmente ao set do Coliseu para que ele pudesse se familiarizar com ele, já que Mescal nunca havia feito nenhum grande filme de estúdio antes. Um acidente envolvendo incêndio durante as filmagens em 7 de junho feriu seis membros da equipe. As filmagens foram suspensas em julho devido às disputas trabalhistas de Hollywood em 2023. Para uma sequência de luta, a rinoceronte foi criado em impressão 3D controlado por rádio controle remoto, mas a filmagem da cena levou dois ou três dias e afetou a fisicalidade de Mescal devido à temperatura. As filmagens foram retomadas em 4 de dezembro em Malta e foi encerrada em 17 de janeiro 2024. As filmagens também ocorreram em South Downs, em Devil's Dyke, Sussex, em junho de 2024.

## Lançamento
Gladiador II foi lançado em 22 de novembro de 2024 nos Estados Unidos.

## Trilha sonora
Em janeiro de 2024, foi relatado que Harry Gregson-Williams estava compondo a trilha sonora do filme, substituindo Hans Zimmer e Lisa Gerrard, que compuseram a trilha sonora do primeiro filme. Zimmer decidiu não retornar porque não queria repetir seu trabalho do primeiro filme. Em uma entrevista com Curzon, disse que o filme estava "em boas mãos" com Gregson-Williams, que começou sua carreira como assistente de Zimmer.

## Recepção

### Crítica
No site agregador de críticas Rotten Tomatoes, 70% das 393 resenhas dos críticos são positivas, com uma classificação média de 6,4/10. O consenso do site diz: "Ecoando seu antecessor, mas com mais sangue e exagero, Gladiador II é uma extravagância de ação que deriva muito de sua força e honra da atuação de Denzel Washington, que rouba a cena." O Metacritic, que usa uma média ponderada, atribuiu ao filme uma pontuação de 64 em 100, baseado em 62 críticos, indicando críticas "geralmente favoráveis". O público pesquisado pelo CinemaScore deu ao filme uma nota média de "B", em uma escala de A+ a F (abaixo do A do primeiro filme), enquanto aqueles pesquisados pelo PostTrak deram ao longa uma pontuação geral positiva de 77%, com 64% dizendo que "definitivamente o recomendariam".

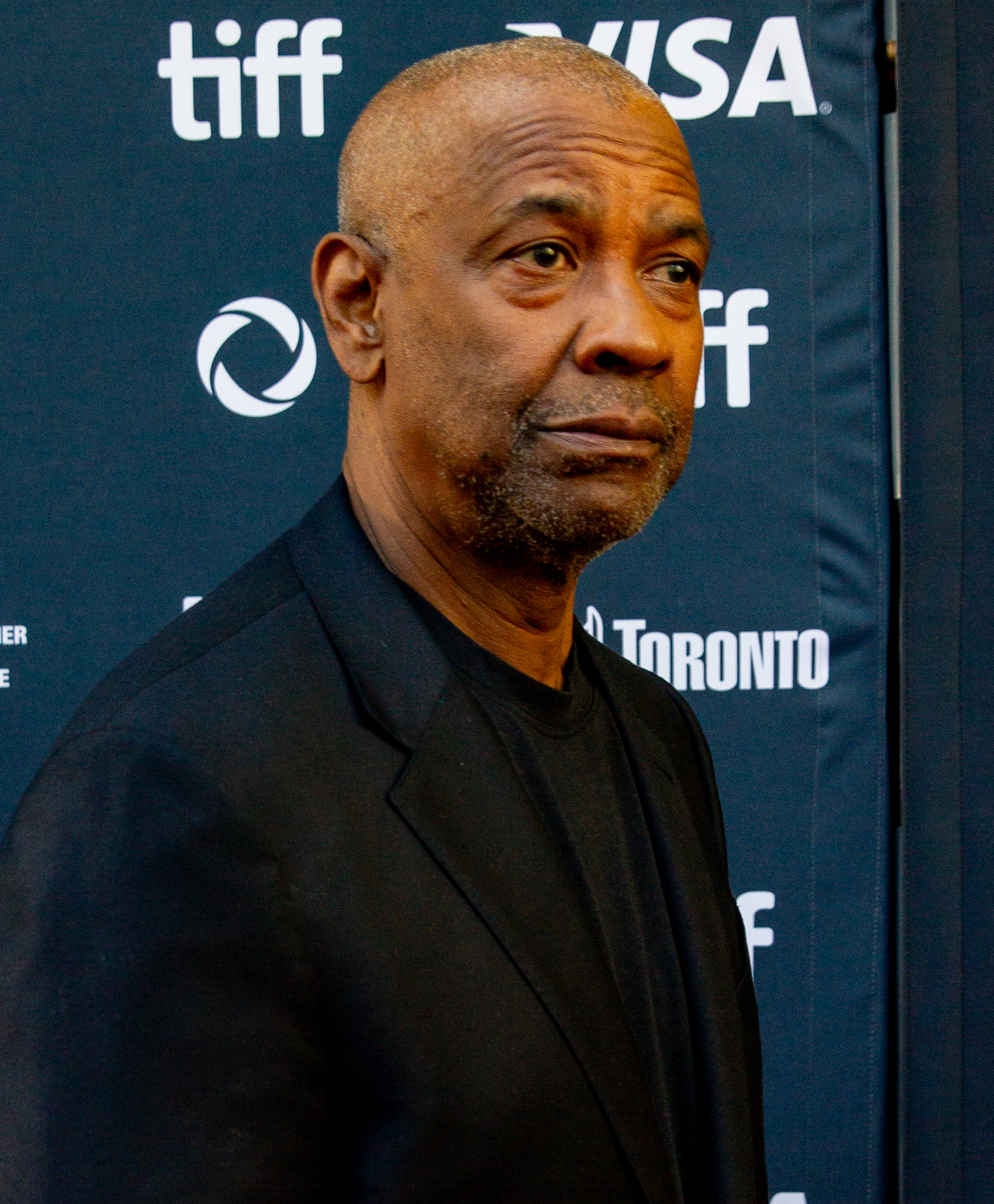
A atuação de Denzel Washington como Macrinus foi aclamada pela crítica.

No geral, os críticos elogiaram a ação, as performances, a história e os visuais do filme, mas alguns argumentaram que "em termos de enredo, é muito parecido com seu antecessor". Similarmente, o Metacritic afirmou que "a maioria dos críticos também acha que o filme vive na sombra do original, mais emocional e, em última análise, superior". As primeiras reações da primeira exibição do filme no Paramount Studios em Los Angeles, em 18 de outubro de 2024, foram positivas. Os críticos elogiaram a direção de Scott, as cenas de ação, as sequências de batalha e as atuações de Mescal e Washington, mencionando que Scott e Washington poderiam ser indicados ao Óscar, mas alguns sentiram que o filme não tinha um "impacto emocional" quando comparado ao filme original. O crítico de cinema Scott Menzel considerou o filme o melhor de Scott desde The Martian (2015), um "grande, sangrento e incrível espetáculo de ação" que se baseia no legado do filme original.

## Autenticidade histórica
A precisão histórica do filme foi criticada por suas inúmeras divergências em relação aos fatos. Algumas imprecisões incluem o cerco de uma cidade númida por trirremes romanas e a presença de tubarões em uma naumaquia no Coliseu de Roma. A Numídia já fazia parte do Império Romano há cerca de 250 anos durante o reinado de Caracala. A historiadora Shadi Bartsch, da Universidade de Chicago, descreveu o filme como "total besteirol de Hollywood". Ao mesmo tempo, babuínos e um rinoceronte mostrados na arena do Coliseu são historicamente atestados, embora não haja registro de gladiadores montando rinocerontes. O acadêmico Ray Laurence destacou que "a admiração antiga por aqueles que desafiam a morte como gladiadores é bem apresentada pelo filme" e que "a cultura dos gladiadores é bem representada com um médico dos gladiadores."
Antes da batalha naval encenada no Coliseu, o anunciante afirma que os gladiadores reencenariam a Batalha de Salamina entre os Troianos e os Persas. Na realidade, a Batalha de Salamina foi travada em 480 a.C. entre as cidades-estado gregas e os Persas, sem envolvimento troiano.
O Macrino da vida real foi um prefeito pretoriano de ascendência berbere do Norte da África (não de descendência subsaariana) que se tornou imperador romano em 217 d.C., após conspirar contra Caracala e tê-lo assassinado. Ele não era escravo de Marco Aurélio e nunca treinou gladiadores. Em entrevista ao The Times, quando questionado sobre a adaptação historicamente imprecisa de Macrino como um homem negro no filme, Denzel Washington reconheceu que o verdadeiro Macrino não era negro.
Os imperadores Geta e Caracala não eram gêmeos. Lúcio Vero foi imperador romano de 161 d.C. até sua morte em 169 d.C., ao lado de seu irmão adotivo Marco Aurélio. A personagem de Lucilla também é baseada em uma figura histórica real. A Lucilla da vida real era filha de Marco Aurélio e esposa de Lúcio Vero. Um de seus filhos foi chamado Lúcio Vero.
Não há registro histórico de um general romano chamado Marcus Acacius. Os coimperadores romanos Geta e Caracala eram de ascendência mista itálica, árabe e púnica norte-africana, mas os atores que os interpretaram não compartilham essas origens.